# 车站区 (合肥市)
车站区，安徽省合肥市旧区名，始建制于1950年4月，为今天安徽省合肥市瑶海区的主要组成部分。1960年6月改车站区为东市区，同时成立东市区人民公社。